# Elatostema recticaudatum
Elatostema recticaudatum är en nässelväxtart som beskrevs av Wen Tsai Wang. Elatostema recticaudatum ingår i släktet Elatostema och familjen nässelväxter. Inga underarter finns listade i Catalogue of Life.